# خربن کارستنس
خربن کارستنس (هلندی: Gerben Karstens؛ زادهٔ ۱۴ ژانویهٔ ۱۹۴۲) دوچرخه‌سوار اهل هلند است.
از باشگاه‌هایی که در آن رکاب زده‌است می‌توان به تیم دوچرخه‌سواری پژو، تیم دوچرخه‌سواری تلویزیر، و تیم دوچرخه‌سواری بیک اشاره کرد.
وی در مسابقات کشوری و بین‌المللی در مجموع برندهٔ ۱ مدال طلا شده‌است.